# Титры
Титр, мн. ч. — ти́тры (фр. titre — «название, заголовок», от лат. titulus — «надпись») — поясняющие надписи, использующиеся на театральной сцене, в кинофильмах и на телевидении.

## В театре
Титры как поясняющие надписи, использующиеся на сценических подмостках во время представления, впервые появились в Италии и оттуда распространились по всей Европе. В балете, где лишённый возможности использовать слово балетмейстер не всегда находил пантомимных воплощений для ключевых моментов сюжета, они использовались активнее всего и вышли из употребления лишь где-то к концу XIX века. Так, балетмейстер Август Бурнонвиль говоря об «отце датского балета» Винченцо Галеотти в связи с его постановкой шекспировской «Ромео и Джульетты» (1811), сообщал: 

Пантомима итальянского покроя пользуется особыми вспомогательными средствами, частью состоящими из целого словаря условных жестов <…> частью ради большей ясности из знамён и транспарантов, которые, подобно ниневийским огненным письменам, предвещают роковые события. В применении этих средств Галеотти обладал умением и опытом, как немногие, и его публика, в течение двух поколений приученная понимать их, следила за развитием действия с доверчивым, даже благоговейным вниманием.
С появлением электронных табло титры активно применяются в музыкальном театре для демонстрации перевода при постановке оперных спектаклей на языке оригинала. Кроме того, они используются в специальных постановках, доступных людям с ограниченными возможностями — например, для глухих.
В театрах нередко титры располагаются сверху, над сценическим пространством. В этом случае они называются «супратитрами».

## В кинематографе
Первые надписи в кино появляются в виде заглавных титров. Начиная с 1905 их начинают вставлять в тех местах, где они были необходимы по сюжету — до этого времени надписи иногда делали на стеклянных диапозитивах и показывали с помощью волшебного фонаря на дополнительном экранчике, помещавшемся рядом с основным.
Вскоре в немом кино появились также интертитры (лат. inter — «между») — титры, показываемые по времени между обычными кадрами.  Интертитры передавали содержание диалога, сообщали об изменении времени и места действия, помогали раскрытию авторского замысла. В звуковом кино сохранили значение преимущественно вступительные (заглавные) и заключительные титры. Они сопровождаются музыкальным оформлением, в качестве которого обычно используются саундтреки к тому или иному фильму или телесериалу. Внутрикадровые надписи, использующиеся, в частности, при демонстрации кинокартин на иностранных языках, выпускаемых без дублирования, обычно располагаются внизу экрана и называются субтитрами (лат. sub — «под»). 
Премия «Оскар» за лучшие титры вручалась лишь единожды — в ходе первой церемонии (1929) она была присуждена Джозефу Фарнэму. 
Изготовление титров при оптической технологии кинопроизводства считалось одним из наиболее трудоёмких процессов, поскольку требовало высокого качества шрифтовых работ. В первые десятилетия титры создавались художниками, а затем для этого начали использовать фотонаборные автоматы. Особую трудность представляло изготовление титров, наложенных на изображение. Для этой цели применялась комбинированная печать на трюк-машине. С переходом на цифровую технологию Digital Intermediate, титры начали изготавливать с помощью компьютера.